# Seille (Moezel)
De Seille is een rivier in de regio Grand Est, Frankrijk, zijrivier van de Moezel. Hij ontspringt bij Azoudange. Men noemt hem soms de Seille lorraine of de Grande Seille om een onderscheid te maken met de gelijknamige zijrivier van de Saône. Hij mondt uit in de Moezel in de stad Metz.
De Selle stroomt afwisselend door de departementen in het Moselle en Meurthe-et-Moselle. De belangrijkste zijrivieren zijn
- de Spin en de Verbach te Dieuze (rechteroever)
- de ruisseau de Videlange te Mulcey (rechteroever)
- de Nard te Marsal (linkeroever)
- de Petite Seille te Salonnes (rechteroever)
- de Loutre Noire te Moncel-sur-Seille (linkeroever)